# إينار
هو أول حاسوب لوحي صغير الحجم، ينتج في مصر منذ 2013م. هو من إنتاج شركة بنها للصناعات الإلكترونية.

## أصل التسمية
إينار، هو اسم معناه بالعربية مشتق من النور، فيما يعني اسم "Inar" في اللغات الإسكندنافية القديمة المقاتل أو قائد المعركة.

## الإصدار الأول
يأتي الجهاز المقرر طرحه لطلبة المدارس ضمن مبادرة الوزارة لدعم التعليم،و أيضا لبعض الوزارات كالأوقاف و غيرها, ويشمل على المواصفات التالية:
- معالج بقوة 1.6 جيجا هيرتز
- شاشة 9.7 بوصة وبدقة وضوح 720X 1024
- ذاكرة وصول عشوائي 1 جيجا بايت Ram
- ذاكرة تخزين تبلغ 8 جيجابايت ويُمكن زيادتها حتى 32 جيجابايت
- 2 كاميرا أمامية بدقة 0,3 ميجا بكسل وأخرى خلفية بقدرة 2 ميجا بيكسل
- دعم شبكات الاتصالات الواي فاي WI-FI، وشبكات الجيل الثالث
- يزن 750 جراماً.
- نظام تشغيل «أندرويد 4.1.1».[3]

## الإصدار الثاني
هو الإصدار المخصص للمستخدم العادى و الذي سيطرح في الأسواق قريبا و ياتى بمواصفات أعلى من الإصدار الأول

- معالج بقوة 1.6 جيجا هيرتز
- شاشة 9.7 بوصة وبدقة وضوح 720X 1024
- ذاكرة وصول عشوائي 1 جيجا بايت Ram
- ذاكرة تخزين تبلغ 8 جيجابايت ويُمكن زيادتها حتى 32 جيجابايت
- 2 كاميرا أمامية بدقة 2 ميجا بكسل وأخرى خلفية بقدرة 5 ميجا بيكسل
- دعم شبكات الاتصالات الواي فاي WI-FI، وشبكات الجيل الثالث و شريحه الSIM
- يزن 750 جراماً.
- بلوتوث.
- نظام تشغيل «أندرويد 4.1.1».

قال المهندس عاطف حلمي، وزير الاتصالات المصري ، خلال مؤتمر صحفي عقد لعرض استراتجية قطاع الاتصالات خلال الفترة من 2013 حتى 2017، إنه سيتم تصنيع نحو 3 ملايين حاسب لوحى خلال العام الجاري وبداية العام المقبل بحجم استثمارات يصل إلى 300 مليون جنيه، والوصول بمراحل الإنتاج إلى 6 ملايين حاسب لوحى بنهاية عام 2017 بتكلفة استثمارية إجمالية تصل إلى 1.8 مليار دولار.
وقال «الوزير» إنه سيتم التصنيع بشركة «بنها» للصناعات الإلكترونية باستخدام تقنيات التركيب السطحي لعدد 10 آلاف حاسب لوحي بتكلفة تصل إلى 10 ملايين جنيه كمشروع استرشادي لخطوط إنتاج الحاسبات اللوحية والمحمولة والهاتف المحمول.
قيل ان سعره في الأسواق المصرية حوالي 1200ج إلى 1500ج كما قيل أنه سيطرح لطلبة الجامعات بدءا من العام الدراسي 2013/2014 بسعر 800ج
1. ↑  بالصور.. "إينار" أول تابلت مصري 100% من مصانع بنها، جريدة الدستور الإلكتروني، بتاريخ 11 أبريل 2011 نسخة محفوظة 29 أبريل 2013 على موقع واي باك مشين.
2. ↑  عرض الجهاز "إينار" أول تابلت مصنوع في مصر.. وتوقعات برواج تصديره في السوق الإفريقية، جريدة الأهرام، بتاريخ 11 أبريل 2011 نسخة محفوظة 11 سبتمبر 2013 على موقع واي باك مشين.
3. 1 2 3  مواصفات «إينار» أول حاسب لوحي صنع في مصر، جريدة المصري اليوم، بتاريخ 11 أبريل 2013 نسخة محفوظة 08 ديسمبر 2013 على موقع واي باك مشين.
4. ↑  "الكشف رسميا عن (اينار) : أول تابلت مصري بالاندرويد، سوالف سوفت، بتاريخ 11 أبريل 2013". مؤرشف من الأصل في 2018-06-28. اطلع عليه بتاريخ 2013-04-12.
5. ↑  إصدار "ثانٍ" من التابليت المصري"إينار" في الطريق بتقنية البلوتوث والشريحة "SIM" نسخة محفوظة 21 يونيو 2014 على موقع واي باك مشين.